# Епархия Эль-Камышлы
Епархия Эль-Камышлы (лат. Eparchia Kamechliensis Armenorum) — епархия Армянской католической церкви с центром в городе Эль-Камышлы, Сирия. Епархия Эль-Камышлы является суффраганной по отношению к Патриархату Киликии Армянской. Епархия Эль-Камышлы распространяет свою юрисдикцию на территорию сирийских мухафаз Дейр-эз-Зор и Хасеке. Кафедральным собором епархии является церковь Святого Иосифа в городе Эль-Камышлы.

## История
В 1938 году Святой Престол учредил патриаршее викариатство Эль-Камышлы.
29 июня 1954 года Римский папа Пий XII издал буллу «Cum summus», которой преобразовал патриаршее викариатство Эль-Камышлы в епархию, территория которой была выделена из архиепархии Мардина (в настоящее время упразднена). Первоначально епархия Эль-Камышлы являлась суффраганной по отношению к этой архиепархии.
С 1992 года епархией Эль-Камышлы управляет в качестве апостольского администратора sede vacante et ad nutum Sanctae Sedis архиепископ Алеппо.

## Ординарии епархии
- епископ Joseph Gennangi (21.10.1954 — 20.11.1972);
- епископ Krikor Ayvazian (6.12.1972 — 18.11.1988);
- епископ Joseph Arnaouti I.C.P.B. (21.08.1989 — 10.04.1992);
  - Sede vacante (с 1992).

## Источник
- Annuario Pontificio, Libreria Editrice Vaticana, Città del Vaticano, 2003, ISBN 88-209-7422-3
- Булла Cum summus, AAS 46 (1954), стр. 755  (лат.)